# Нижньотурівська сільська рада
Нижньотурівська сільська рада — колишній орган місцевого самоврядування у Турківському районі Львівської області. Адміністративний центр — село Нижній Турів.

## Загальні відомості
Нижньотурівська сільська рада утворена в 1940 році.
7.5.1946 перейменували населені пункти Турочко-Нижнянської сільської Ради Боринського району: село Турочки Нижні — на село Нижній Турів, село Турочки Вижні — на село Верхній Турів і Турочко-Нижнянську сільську Раду — на Нижньотурівська.

## Населені пункти
Сільській раді підпорядковані населені пункти:
- с. Нижній Турів
- с. Верхній Турів

## Склад ради
Рада складається з 12 депутатів та голови.

### Керівний склад попередніх скликань
| ПІБ                           | Основні відомості                                                                          | Дата обрання | Дата звільнення |
| ----------------------------- | ------------------------------------------------------------------------------------------ | ------------ | --------------- |
| Розлуцький Богдан Миколайович | Сільський голова, 1960 року народження, безпартійний                                       | 26.03.2006   | 31.10.2010      |
| Шкрамко Петро Іванович        | Сільський голова, 1970 року народження, освіта вища, член політичної партії «Наша Україна» | 31.10.2010   |                 |

Примітка: таблиця складена за даними джерела